# أوموت كاراداغ
أوموت كاراداغ (مواليد 1971، أنقرة ) هو ممثل مسرحي تلفزيوني سينمائي تركي. عمل ممثلًا مسرحيًا ومخرجًا في مجموعة مسرح الهواة ومسرح أنقرة الحكومي. هو من بين مديري راي برودكشن وأخرج العديد من مقاطع الفيديو.
قرر أن يصبح ممثلاً عندما كان في المدرسة الابتدائية. تخرج في جامعة أنقرة، كلية اللغة والتاريخ - الجغرافيا ، قسم المسرح.

## أعماله

### إخراج
- قاضي سبع قرى : سونميز أتاسوي - مسرح ديار بكر الحكومي - 1999

### أفلام
- وادي الذئاب فلسطين: زبير شاشماز - 2010
- كابتن فيزا: أوميت أونال - 2009 - سليمان
- أشخاص بلا ظل: أوميت أونال - 2008 - إمام

### مسلسلات
- المؤسس عثمان: 2020، مظفر الدين يافلاك أرسلان(شخصية خيالية)
- إما الحرية أو الموت : ياسين أوسلو - 2020 - مصطفى ساجر
- طائر العنقاء : جمال شان - 2020 - عادل دميركان
- أنت وطني: 2018 - ملك اليونان
- العنبر: 2016
- تتار رمضان: جودت مرجان - 2013 - عبد الرحمن رقيب
- مفترق طرق : ياسين أوسلو - 2012
- مكان بلا مكان: 2007
- التنورة المفقودة: 2007
- غرفة الصم: 2006
- قصر الحب: 2002